# Dubai World Central Aviation City
Dubai World Central de Aviación de la ciudad está siendo construido en Dubai World Central, en Dubái. 
Todo el conjunto tendrá un área de más de 80.000 m², esto le hará el centro más grande del mundo de mantenimiento, reparación y revisión (MRO).Costará 12 millones de Dólares USD. 
Ya comenzó la construcción de este proyecto, con el inicio de las operaciones previstas en 2009.